# Llanes
Llanes egy község Spanyolországban, Asztúria autonóm közösségben. Llanes Ribadesella, Cangas de Onís, Onís, Cabrales, Peñamellera Alta, Peñamellera Baja és Ribadedeva községekkel határos. Lakosainak száma 13 549 fő (2024).

## Nevezetességek
A község területén, Naves település közelében található a „a világ legkisebb tengerpartjának” is nevezett különleges strand, a Gulpiyuri-part.

## Népesség
A település népessége az utóbbi években az alábbiak szerint változott:
| Lakosok száma | 13 232 | 12 982 | 13 627 | 14 013 | 13 893 | 13 960 | 13 759 | 13 568 | 13 545 | 13 549 |
|               | 2001   | 2004   | 2007   | 2009   | 2012   | 2014   | 2017   | 2019   | 2022   | 2024   |